# Eudaimonia
Eudaimonia (från grekiska εὐδαιμονία) är ett grekiskt ord som vanligtvis översätts till lycka. Eudaimonia skiljer sig emellertid från det moderna begreppet lycka i det att det förra betecknar ett mer varaktigt tillstånd av välgång eller välbefinnande, och det senare är av mer subjektiv karaktär med associationer till tillfälliga intensiva mentala tillstånd. Det torde därmed bättre överensstämma med begreppet sällhet.
Eudaimonia intar en central roll i framför allt Aristoteles filosofi.